# La Route du Rock
La Route du Rock est un festival de rock organisé depuis 1991 par l'association Rock Tympans. Il se déroule en Bretagne au fort Saint-Père à Saint-Père-Marc-en-Poulet ainsi que sur la plage de Bon Secours et à la salle de musique actuelle La Nouvelle Vague à Saint-Malo, pendant la fin de semaine du 15 août. À partir de 2006, La Route du Rock connaît deux éditions par an avec une « Collection Hiver » en février à Rennes et Saint-Malo et une « Collection Été » en août à Saint-Malo.

## Historique
Dans les années 1980, les radios libres se multiplient en France ; à Rennes émet Radio Savane, une station dont l’un des animateurs, Franck Rolland, crée l’association Rock Tympans en 1986 qui organise des concerts new wave dans la ville. Lorsque l'émission de Radio Savane est arrêtée, Franck Rolland reprend l’antenne d’une radio périphérique et monte Canal B en 1989. Il recrute du personnel et des animateurs, parmi lesquels François Floret et Stéphane Ridard. 
L’association Rock Tympans continue parallèlement à organiser des concerts à Rennes, dont le premier en France de Radiohead en 1993, devant moins d'une centaine de personnes.
À travers leur émission Sale Temps pour les hits, François Floret et Stephane Ridard rencontrent Ludovic Renoult venu présenter le concert de Little Nemo qu’il organise à Saint Malo. Le courant passe et germe l’idée d’un festival rock à Saint Malo.
C’est en 1991 que les salles de la Maison des Associations, du Centre Allende et de nombreux bars au cœur de la ville sont investies afin d’accueillir la première édition de La Route du Rock – en clin d’œil à la célèbre course de voiliers au départ de Saint-Malo. Durant ses trois premières éditions, le festival aiguise sa ligne artistique et en parallèle, Rock Tympans organise Ici Londres, un second festival qui accueille Therapy?, Neds Atomic Dustbin et Mega City Four à guichet fermé. 
Canal B est déjà un souvenir et pourtant c’est un homme de radio qui leur permet de voir plus grand : Bernard Lenoir. Il a entendu parler des quatre garçons et cherche à s’impliquer dans un festival d’été et propose de démultiplier la promotion de l’événement dans son émission L’Inrockuptible (puis C'est Lenoir) sur France Inter. 
La Route du Rock choisit de délaisser l’hiver pour l’été, et l’équipe part à la recherche d’un site particulier. C’est un disquaire de Dinard qui leur parle d’un fort de type Vauban du XVIIIe siècle à l’abandon, du côté de Châteauneuf-d'Ille-et-Vilaine : le fort de Saint-Père, à neuf kilomètres au sud de la cité corsaire. La mairie de Saint-Père-Marc-en-Poulet, propriétaire du lieu qui se trouve sur sa commune, méfiante dans un premier temps, fait finalement confiance à l’organisation. On convient d’organiser un « concert test » dans le fort afin de déterminer s'il est possible d’y organiser sans dommage un grand raout rock. Noir Désir est présent et hormis une fréquentation décevante, ce coup d’essai s’avère concluant: la mairie autorise l’organisation d’une édition de La Route du Rock dans le fort de Saint-père en 1994 et à partir de cette première année, l'expansion du festival sera constante. L’année suivante passe ainsi à deux soirées, puis à trois en 1996  – formule définitive. En 1998 le festival accueille vingt-deux mille spectateurs à l’extérieur du fort, délogé temporairement à quelques centaines de mètres du site, pour cause de travaux de déminage et de dépollution du site. 
La configuration de l'imposant Fort Saint-Père limite la fréquentation du festival à quatorze mille spectateurs par soir.
À partir de 2002 une scène proposant des concerts gratuits l'après-midi sur une plage de Saint-Malo est ouverte. 
En 2003, La Route du Rock a ouvert une scène electronica au sein du Palais du Grand Large situé à Saint-malo[réf. souhaitée]. C’est là que se sont produits Prefuse 73 ou Manitoba[pertinence contestée].
La présence de The Cure à l'édition 2005 permet au festival d'enregistrer son record en termes d'entrée : 27 000 spectateurs.

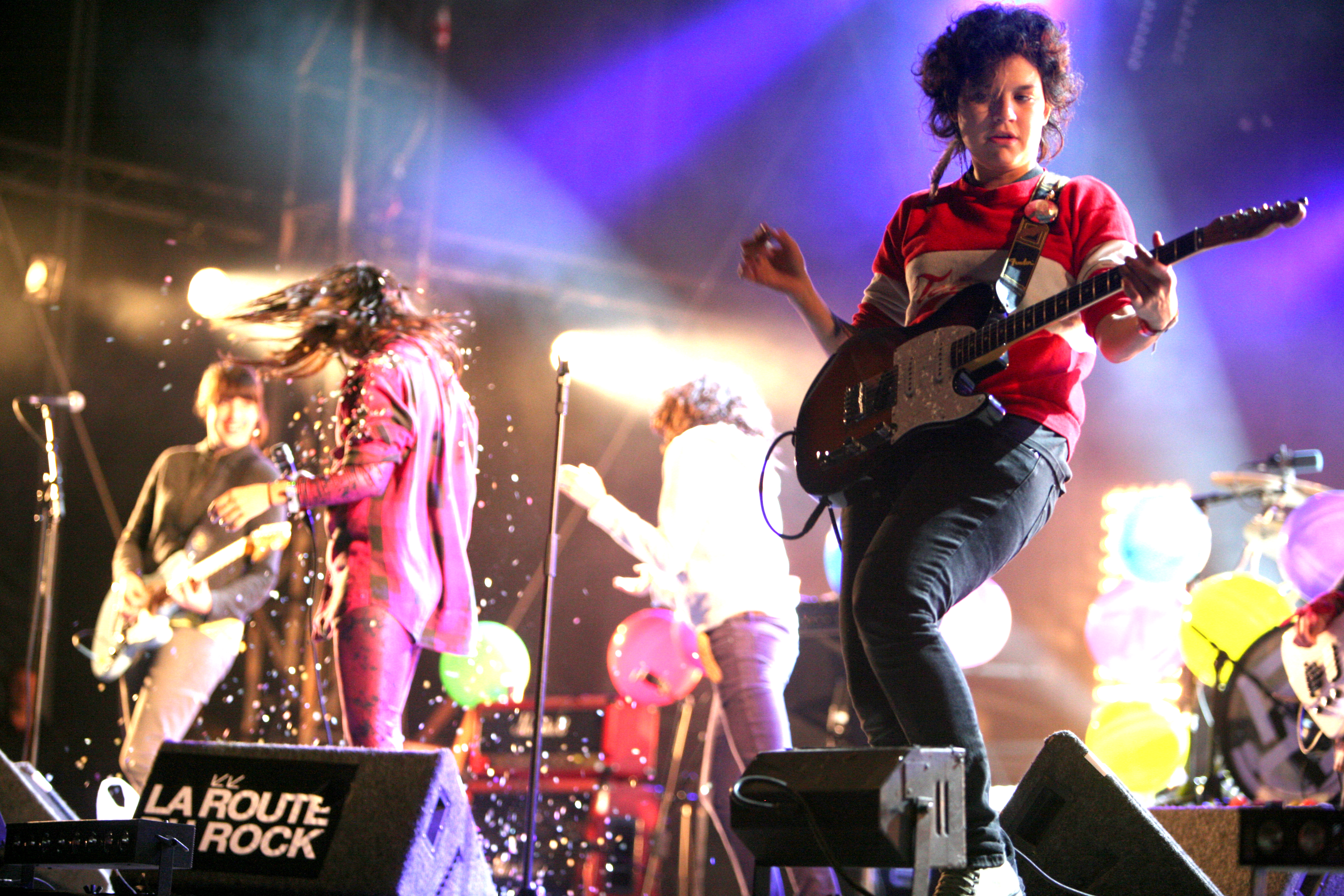
Cansei de Ser Sexy en 2007

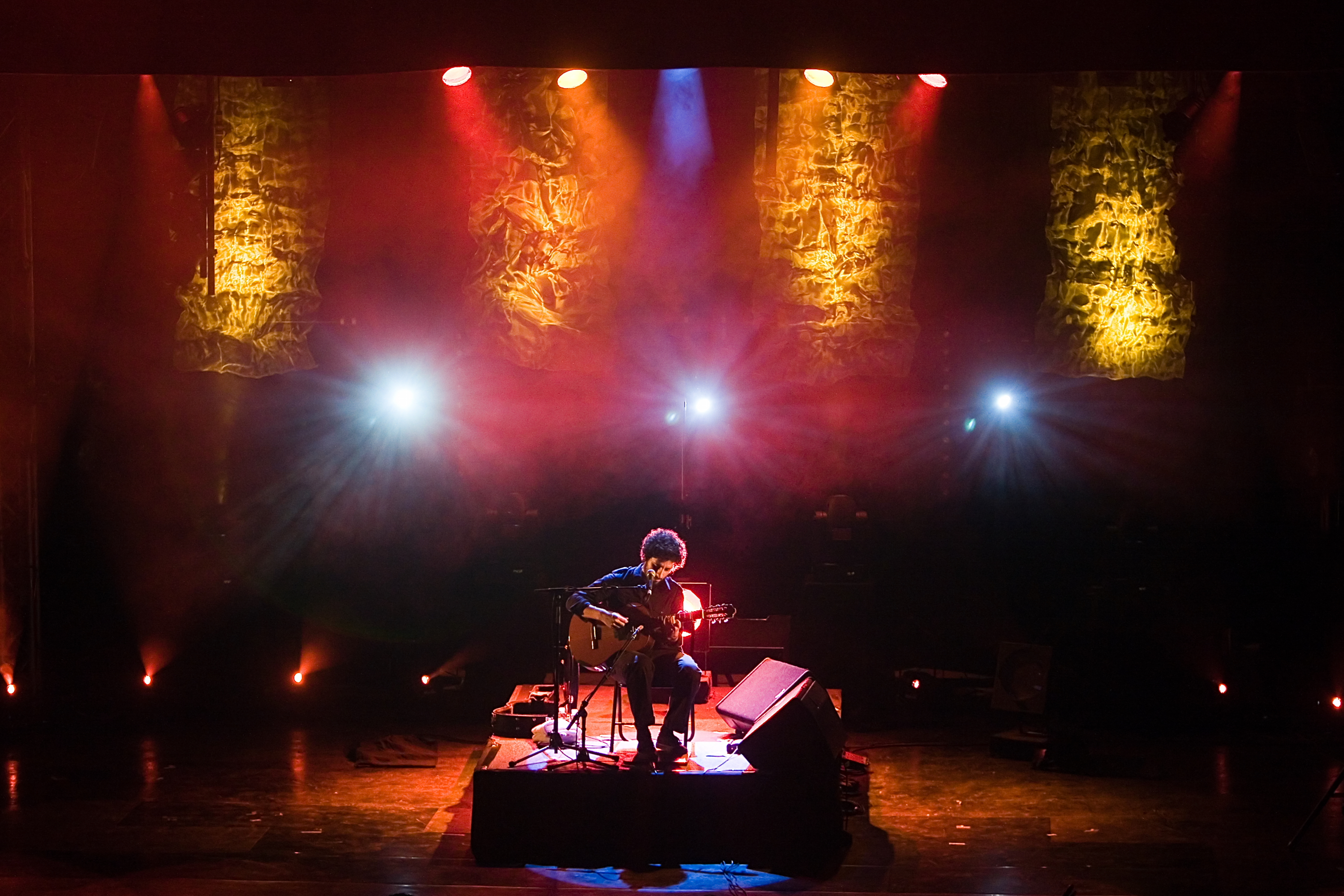
José Gonzalez en 2008

En 2006, une deuxième édition annuelle est ajoutée avec la création de la « Collection Hiver » à la mi-février. Cette déclinaison hivernale se tient sur deux jours et se déroule au Palais du Grand Large, à l'Omnibus et à l'escalier.
L'édition 2007 avec 24 000 spectateurs est un succès dû, en partie, à la présence de The Smashing Pumpkins en tête d'affiche, mais celle-ci coute près de 45 % du budget, soit 120 000 €.
Ainsi, début 2008, devant la très forte augmentation des cachets demandés par les artistes, l'association organisatrice lance une opération de souscription destinée à éponger un déficit accumulé de 200 000 €[source insuffisante]. L'édition été 2008 a vu une fréquentation de 16 500 personnes, ce qui permet d'atteindre l'équilibre financier. La 19e édition été et la 4e édition hiver ont donc lieu en 2009. Après une édition estivale 2012 marquée par une fréquentation décevante de 13 000 personnes, l'édition 2013 voit, à la suite de l'ajout d'une soirée supplémentaire, 26 000 spectateurs fréquenter le festival. Il y a 27 000 spectateurs en 2014, et 23 500 spectateurs en 2015 malgré l'annulation du concert de Björk.
Le 1er décembre 2015 est publié aux Éditions de Juillet le livre de Philippe Richard « The indie way of life » à l'occasion des 25 ans du festival. 
Faute d'une programmation suffisamment attractive, le festival n’accueille que 13 000 spectateurs lors de l'édition 2016.
L'édition 2017 est satisfaisante avec 28 000 spectateurs grâce à un bon équilibre entre les groupes mythiques et émergents. Avec 21 000 entrées payantes, dans un contexte de concurrence accrue entre festivals, l'édition 2018, a accueilli des artistes d'envergure comme Patti Smith ou Phoenix.
La trentième édition estivale, initialement prévue du 19 au 22 août 2020, est annulée le 29 avril par le comité d'organisation, en raison de la pandémie de maladie à coronavirus.

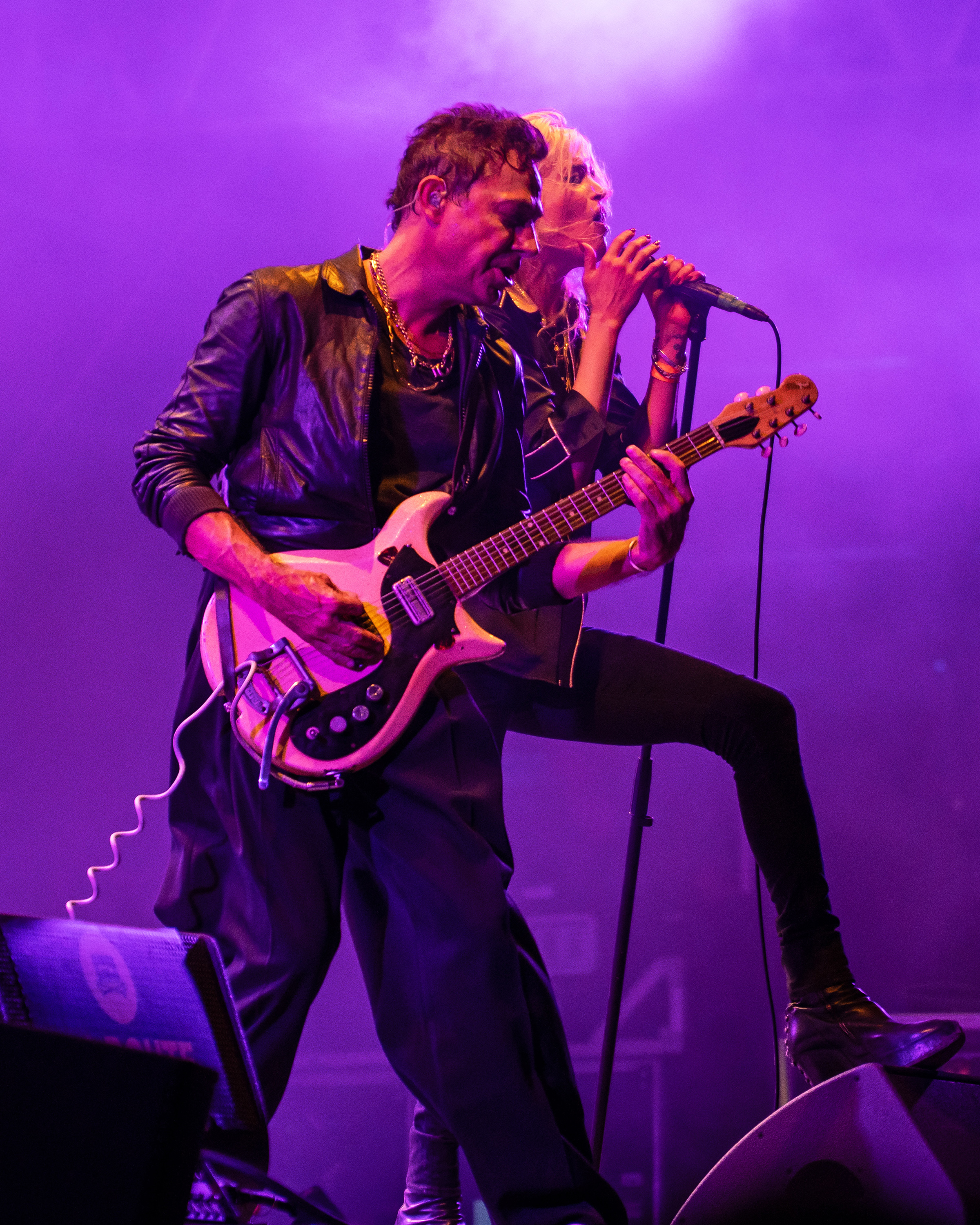
The Kills à La Route du Rock 2024.

L'édition 2022, première édition post-pandémie de maladie à coronavirus, est une déception avec 16 000 spectateurs,. En 2024, pour la 32ème édition avec en têtes d'affiche, Étienne Daho, Air, The Kills et Blonde Redhead, les organisateurs affichent un bilan plus positif avec 21 000 entrées payantes .

## Organisation
C'est l'association Rock Tympans, basée à Rennes, qui organise la Route du Rock depuis 1991. En 2025, la Route du Rock et le groupe Combat, propriété de Mathieu Pigasse, annoncent un partenariat financier.
Le festival propose un camping payant depuis 2015 pour les possesseurs de billets (camping autrefois installé dans les douves du fort) et des navettes gratuites reliant la ville de Saint-Malo.

### Budget
En 2012, il est de 1,2 million d'euros dont 280 000€ pour les artistes et 550 000€ pour l'aménagement du site et la technique. En 2024, le budget du festival est de 2,3 millions €.